# Summer Sixteen
Summer Sixteen è un brano musicale del rapper canadese Drake pubblicato il 30 gennaio del 2016.

## Classifiche
| Classifica (2016) | Posizione massima |
| ----------------- | ----------------- |
| Australia         | 25                |
| Germania          | 97                |
| Irlanda           | 100               |
| Regno Unito       | 23                |
| Stati Uniti       | 6                 |
| Svizzera          | 63                |